# 中華人民共和国財政部長
中華人民共和国財政部長（ちゅうかじんみんきょうわこくざいせいぶちょう、簡体字：中华人民共和国财政部长、繁体字：中華人民共和國財政部長、英語：Minister of Finance of the People's Republic of China）は、中華人民共和国財政部の長たる官職。国務院総理（首相に相当する）の推薦に基づいて全国人民代表大会が財政部長を選定する。

## 歴代部長
ここでは前身である中央人民政府財政部の時代に就任した部長も含めている。
| 代 | 氏名   | 在任期間                                | 当時の首相    |
| -- | ------ | --------------------------------------- | ------------- |
| 1  | 薄一波 | 1949年10月 - 1953年9月                  | 周恩来        |
| -  | 戎子和 | 1952年10月 - 1953年9月（部長代理）      | 周恩来        |
| 2  | 鄧小平 | 1953年9月 - 1954年6月                   | 周恩来        |
| 3  | 李先念 | 1954年6月 - 1967年1月                   | 周恩来        |
| 4  | 殷承禎 | 1967年1月 - 1975年1月（革命委員会主任） | 周恩来        |
| 5  | 張勁夫 | 1975年1月 - 1979年9月                   | 周恩来 華国鋒 |
| 6  | 呉波   | 1979年9月 - 1980年8月                   | 華国鋒        |
| 7  | 王丙乾 | 1980年8月 - 1992年9月                   | 趙紫陽 李鵬   |
| 8  | 劉仲藜 | 1992年9月 - 1998年3月                   | 李鵬          |
| 9  | 頂懐誠 | 1998年3月 - 2003年3月                   | 朱鎔基        |
| 10 | 金人慶 | 2003年3月 - 2007年8月                   | 温家宝        |
| 11 | 謝旭人 | 2007年8月 - 2013年3月                   | 温家宝        |
| 12 | 楼継偉 | 2013年3月 - 2016年11月                  | 李克強        |
| 13 | 肖捷   | 2016年11月 - 2018年3月                  | 李克強        |
| 14 | 劉昆   | 2018年3月 - 2023年10月                  | 李克強 李強   |
| 15 | 藍仏安 | 2023年10月 -                            | 李強          |